# Акт про скасування рабства
Акт про скасування рабства (3 & 4 Will. IV c. 73; англ. Slavery Abolition Act) — акт Парламенту Великої Британії, що заборонив рабство як форму власності в колоніях Британської імперії. Остаточно був схвалений 28 серпня 1833 року, набрав чинності 1 серпня 1834 року. Акт передбачав обмеження щодо заборони на рабство для територій, якими володіла Ост-Індська компанія, а також острови Цейлон (нині Шрі-Ланка) та Святої Єлени. Акт скасований 1998 року в ході раціоналізації англійського статутного права, проте пізніші обмеження щодо рабства продовжують діяти.

## Передумови
Велика Британія має довгу історію боротьби проти рабства. 1080 року король Вільгельм I Завойовник заборонив торгівлю між Бристолем та Ірландією на прохання єпископа Вульфстана Вустерського. 1102 року Церковна рада Лондона засудила работоргівлю в Англії, постановивши: «Нехай ніхто не наважується відтепер брати участь у ганебній справі … продажу людей як тварин».
У травні 1772 року лорд Мансфілд виніс рішення у справі Сомерсета проти Стюарта, що започаткувало рух проти рабства у Великій Британії. Рішення постановило, що рабство не має правового статусу в Англії, оскільки не передбачене загальним або статутним правом, і з цього випливає, що ніхто не може бути рабом на законних підставах в Англії. Проте багато діячів, зокрема Ґренвіль Шарп та Вільям Купер, вважали, що Ratio decidendi справи передбачає, що рабство не дозволене в Англії чи Шотландії, але не за їх межами.
Рух за скасування рабства в усіх колоніях Великої Британії розпочався до 1783 року. 1787 року було створено «Товариство боротьби за скасування работоргівлі». 1793 року Парламент Верхньої Канади у Британській Північній Америці прийняв Акт проти рабства, який забороняв работоргівлю, звільнив рабів, які іммігрували за власним бажанням чи примусово, а також дітей, народжених від поневолених жінок після їхнього 25-річчя, але не звільнив існуючих рабів-резидентів.
На кінець XVIII століття британці були найбільшими прихильниками скасування рабства і водночас найбільшими работорговцями. Вільям Вілберфорс, провідний британський аболіціоніст, 1787 року записав у своєму щоденнику, що великою метою його життя є «придушити» рабство.
1807 року парламент Великої Британії прийняв Акт про скасування работоргівлі, який забороняв трансатлантичну работоргівлю, але не саме рабство. Однак аболіціоніст Генрі Брум розумів, що работоргівля продовжується нелегальними шляхами, тому 1811 року домігся прийняття Акту про злочин работоргівлі, за яким работоргівля стала кримінальним злочином в усіх британських колоніях. У складі Королівського флоту було створено Західноафриканську ескадру для запобігання трансатлантичної работоргівлі. Такі заходи сповільнили торгівлю, однак не зупинили її повністю. У 1808—1860 роках було перехоплено понад 1600 суден нелегальних работорговців і звільнено понад 150 тисяч рабів. Работорговці переселили багатьох африканців на Ямайку та Багамські острови. Крім того, Велика Британія використовувала свій міжнародний вплив для того, щоб змусити інші країни також відмовитися від работоргівлі.

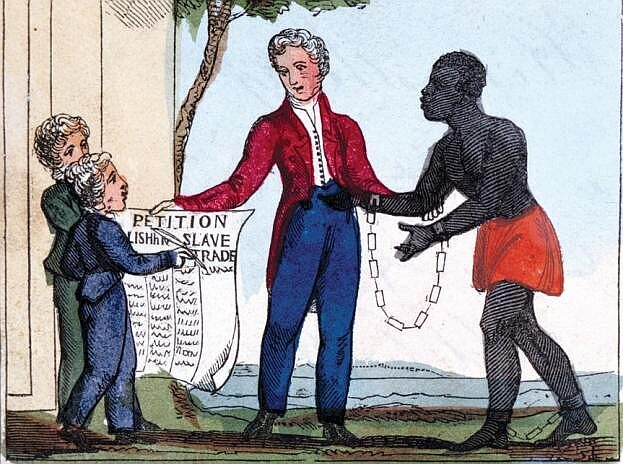
Ілюстрація з книжки «Плач темношкірого, або Як зробити цукор». Амелія Опі, 1826

У 1807—1823 роках аболіціоністи не надто переймалися питанням скасування рабства. Ерік Вільямс у своїй статті «Капіталізм і рабство» представив економічні дані, з яких випливає, що работоргівля приносила незначні прибутки порівняно з працею рабів на цукрових плантаціях островів Вест-Індії. Проте 1823 року цукрова промисловість у Карибському морі остаточно занепала, і тому британські парламентарі надалі не вбачали потреби захищати інтереси власників цукрових плантацій у регіоні.
1823 року в Лондоні було засновано Товариство боротьби з рабством. Серед його членів були Вільям Вілберфорс, Генрі Брум, Томас Кларксон та інші.
На Різдво 1831 року на Ямайці спалахнуло повстання рабів, відоме як баптистська війна. Спочатку це мала бути мирна акція, організована місцевим священником Семюелем Шарпом. За десять днів, уже в 1832 році, повстання було придушене. Через нищення майна та вбивства людей британський парламент провів два розслідування. Результати цих розслідувань вплинули на скасування рабства у 1833 році.
На той час власники цукрових плантацій згуртували гнилі містечка і за їх рахунок створили власне значне представництво у парламенті, відоме як Вест-Індійський комітет. Він мав досить місць у парламенті, щоб протистояти аболіціоністам. Проте за виборчою реформою 1832 року представництво гнилих містечок скоротилося, і прихильники скасування рабства взяли більшість місць у Палаті громад.

## Акт

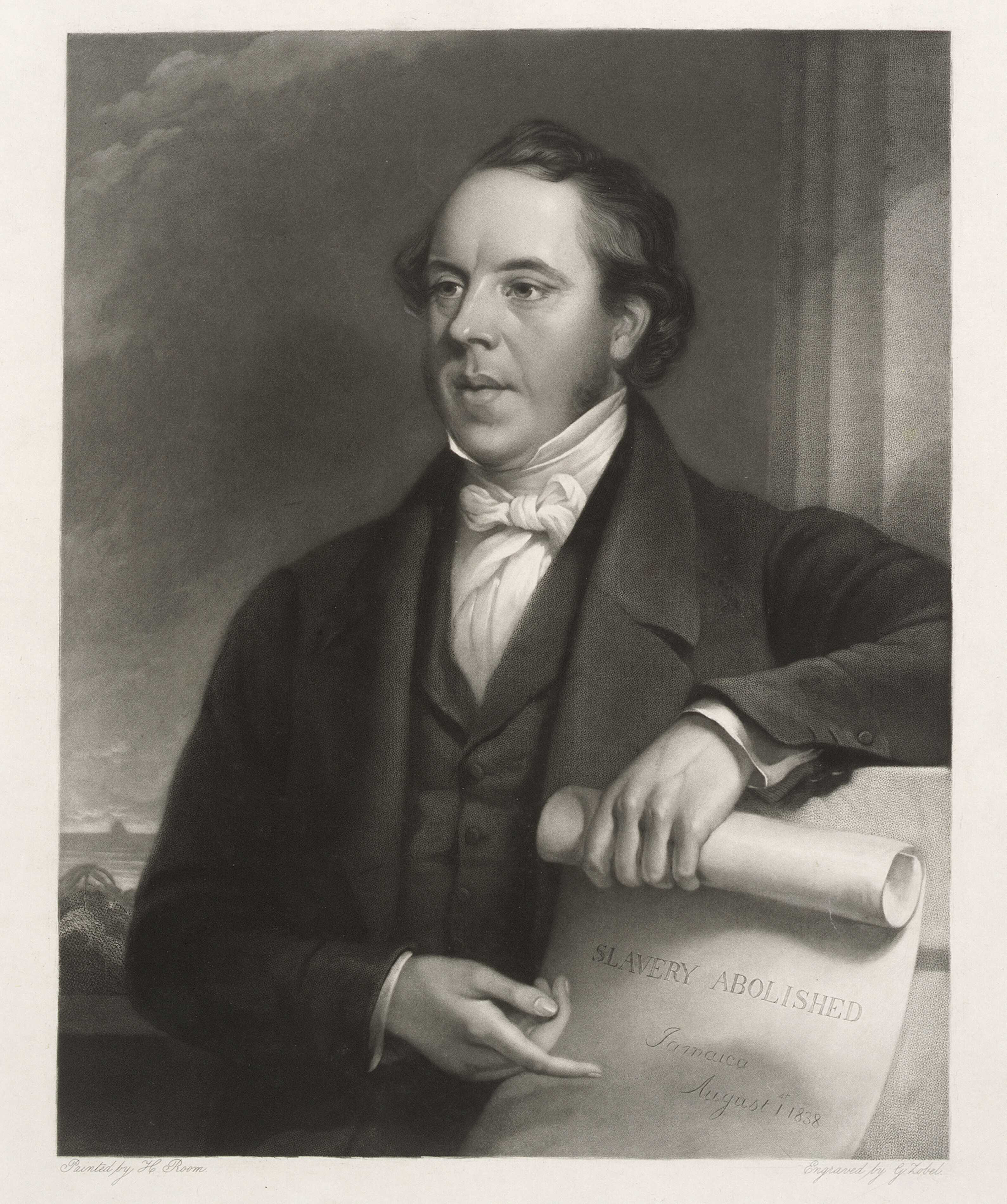
Портрет аболіціоніста Томаса Кларксона авторства Генрі Рума. У руці чоловік тримає листок паперу, на якому написано: «Рабство скасовано; Ямайка; 1 серпня 1838»

Акт про скасування рабства був прийнятий парламентом у другому читанні 22 липня 1833 року, за два тижні до смерті Вільяма Вілберфорса. 28 серпня акт отримав королівську згоду від Вільгельма IV. Наступного року, 1 серпня 1834 року, акт набув чинності. На практиці в колоніях звільняли лише рабів віком до шести років. Колишні раби віком понад шість років на момент набрання актом чинності стали «учнями», а їхню залежність було ліквідовано у два етапи: перший набір учнівства закінчився 1 серпня 1838 року, а останній набір було заплановано на 1840 рік. Акт запровадив винятки, де рабство не було скасовано у 1833 році — «території у володінні Ост-Індської компанії, або острів Цейлон, або острів Святої Єлени».

### Виплати рабовласникам
Акт передбачав виплати колишнім рабовласникам. Сума, яку необхідно було виплатити, становила близько 20 млн фунтів стерлінгів. Згідно з положеннями Акту, уряд Великої Британії виділив 20 млн фунтів стерлінгів для виплат зареєстрованим рабовласникам як бізнес-активів. На 1833 рік ця сума становила 40 % доходів казначейства або 5 % тодішнього британського ВВП. Щоб профінансувати компенсації, уряд взяв позику в Натана Маєра Ротшильда Мозеса Монтефіоре суму в розмірі 15 млн фунтів стерлінгів. 5 млн із цієї суми були виплачені безпосередньо з державних акцій.
Половину цих коштів виплатили рабовласницьким родинам у Вест-Індії та Африці, іншу половину — у Великій Британії. Імена, перераховані у деклараціях про виплати рабовласникам, свідчать, що рабами володіли сотні британських сімей, більшість із яких (хоча не всі) мали високий соціальний статус.

### Винятки з Акту
Серед усіх британських колоній дія Акту не поширювалася на володіння Ост-Індської компанії, зокрема острови Цейлон та Святої Єлени. На цих територіях компанія урядувала самостійно і частково обмежувала работоргівлю з 1774 року. 1843 року було прийнято Акт про індійське рабство, за яким працівникам компанії і надалі заборонялося володіти або торгувати рабами, включно з наданням їм обмеженого захисту згідно із законом, можливістю раба володіти, передавати чи успадковувати як власність, умовно звільняючи 8-10 мільйонів осіб, які, за оцінками, були рабами на території компанії.

## Наслідки

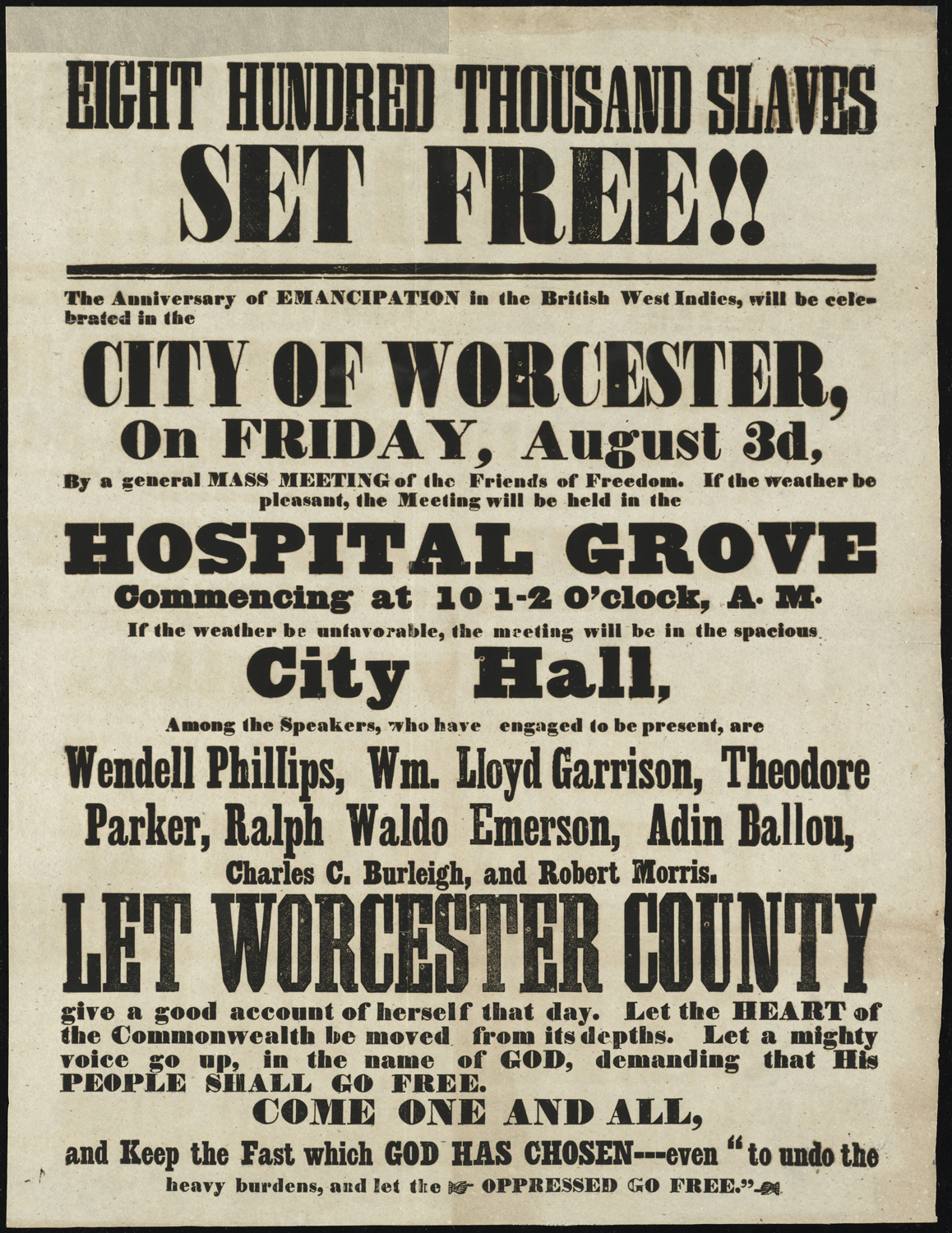
Постер заходу у Вустері, Массачусетс, з нагоди скасування рабства у Вест-Індії. 1849

### Продовження руху проти рабства
1839 року в Лондоні було створено Британське та Іноземне товариство боротьби з рабством, яке працювало над скасуванням рабства в усьому світі. Сьогодні воно відоме як Anti-Slavery International і продовжує свою роботу, будучи найстарішою правозахисною організацією у світі.
Попри заборону, работоргівля в Британській імперії продовжувалася нелегальними шляхами. 1854 року губернатор Сьєрра-Леоне Артур Кеннеді звинуватив власника острова Матаконг Натаніеля Айзекса у работоргівлі. Документи, що стосувалися звинувачення, потонули на кораблі «Forerunner» поблизу Мадейри у жовтні того ж року. Через відсутність доказів англійські суди відмовилися від розгляду справи.
Акт про скасування рабства не оголошував незаконними інші форми примусової праці, як-от договірне рабство.
Рабство, зокрема у формі торгівлі людьми або утримання людей та примушування їх до праці, існує донині.

### Протести проти учнівства
1 серпня 1834 року неозброєна група переважно літніх людей зібралися біля будинку губернатора в місті Порт-оф-Спейн на острові Тринідад, де він зачитував нові закони, і почали скандувати «Pas de six ans. Point de six ans» («Ні шістьом рокам. Ні шістьом рокам»), перекрикуючи голос губернатора. Подібні мирні протести тривали доти, доки не було прийнято резолюцію про скасування учнівства, тобто про надання колишнім рабам фактичної свободи. Повна емансипація рабів відбулася 1 серпня 1838 року.

## Скасування
Акт про скасування рабства був скасований Актом про статутне право (скасування) 1998 року. Проте цей закон не повернув рабству законну силу, оскільки розділи Акту про работоргівлю 1824 року, Акту про работоргівлю 1843 року, Акту про работоргівлю 1873 року залишилися чинними. Водночас Акт про права людини 1998 року додав до британського законодавства статтю 4 Європейської конвенції з прав людини, яка забороняє утримування людей як рабів.